# Željezničke pruge u Hrvatskoj
U Hrvatskoj je danas izgrađeno 2989 km željezničkih pruga. Prva pruga na području današnjeg državnog područja Republike Hrvatske izgrađena je 1860. godine na području Međimurja, tada u sastavu Ugarske.

## Povijest
Prva pruga na području Kraljevine Hrvatske bila je Zidani Most – Sisak 1862. koja je umjesto pozitivnog imala čak negativan učinak na gospodarstvo Hrvatske jer je trgovinu iz panonskog dijela zemlje koja do tada išla cestom prema lukama u Senju i Rijeci preusmjerila na prugu Beč – Trst, te na tršćansku luku. 
Prva pruga na području današnje Hrvatske izgrađena je dvije godine ranije, točnije 24. travnja 1860. kada je u prvi hrvatski kolodvor Kotoribu stigao prvi vlak. Riječ je o pruzi koja prolazi kroz Međimurje, između kolodvora Kotoriba na današnjoj hrvatsko-mađarskoj granici i stajališta Macinec na hrvatsko-slovenskoj granici, a koja je bila dio pruge Budimpešta – Nagykanizsa – Kotoriba – Čakovec – Pragersko. Ta pružna dionica, tada popularno nazvana »okrajak na hrvatskom tlu«, izravno je spojila Budimpeštu na magistralnu prugu Beč – Trst, a Hrvatsku povezala s europskom željezničkom mrežom.
Nakon Austro-ugarske nagodbe gradnja pruga je podređena mađarskim interesima: nastojalo se pomoću željezničke mreže Hrvatsku što više vezati uz gospodarstvo Mađarske i čak je koristiti za mađarizaciju naroda; tako se dugo onemogućavalo povezivanje Slavonije s Jadranom preko hrvatskih krajeva (nego su veze vodile preko Mađarske); također se u stanovitoj političkoj igri između Beča i Budimpešte odgađalo povezivanje Istre i Dalmacije (koji su se nalazili u austrijskom dijelu dvojne monarhije) sa središnjim dijelovima Hrvatske. Važna pruga Rijeka – Karlovac – Zagreb – Koprivnica – Zákány – Dombovár – Budimpešta puštena je u promet 23. listopada 1873. godine (nakon što je dio od Zagreba do Budimpešte bio pušten u promet 1870. godine). Na željeznicama je službeni jezik bio mađarski: od svih zaposlenika na željeznicama u županijama Hrvatske 1903. godine, 65,27% su bili etnički Mađari, a 42,37% svih zaposlenika željeznice u tim županijama nije uopće vladalo hrvatskim jezikom.
Nakon raspada Austro-Ugarske monarhije i stvaranja Jugoslavije pruga Zemun – Zagreb postaje glavna pruga istok-zapad, ali drugim vitalnim pravcima se i dalje posvećuje slaba pažnja. Za dovršenje Ličke pruge trebalo je pet i pol godina iako je većim dijelom napravljena još prije i za vrijeme Prvog svjetskog rata, a borba za Unsku prugu je trajala od 1918. do 1936. kada je započeta, ali nije dovršena do početka Drugog svjetskog rata. Kao što su se prije pruge gradile po Ugarskoj s polazištem iz Pešte tako je sada polazište bio Beograd pa je od 1919. do 1938. na izgradnju željeznica od 3.764.298.733 dinara na pruge u Hrvatskoj, Slavoniji, Vojvodini, Bosni i Hercegovini te Dalmaciji potrošeno samo 589.981.930 plus 313.376.857 dinara na dvostruki kolosijek Beograd – Novska, dok je sve ostalo potrošeno u Srbiji, Makedoniji i Crnoj Gori.

## Popis pruga

### Međunarodne pruge
Ova vrsta pruga su glavne (koridorske) pruge. Hrvatskom prolaze tri međunarodna željeznička koridora; RH1, RH2 i RH3. Ti koridori se nalaze na bivšim paneuropskim prometnim koridorima; Koridor X (RH1), Koridor Vb (RH2) i Koridor Vc (RH3). Ova kategorija željezničkih pruga spada u najvišu i najvažniju kategoriju.
| Oznaka pruge | Bivša oznaka pruge | Puni naziv željezničke pruge | Građevinska duljina pruge (km) | Napomena |
| M100         | Željezničke pruge na koridoru RH1 (bivši X. paneuropski koridor) DG – Savski Marof – Zagreb – Dugo Selo – Novska – Vinkovci – Tovarnik – DG                          | Željezničke pruge na koridoru RH1 (bivši X. paneuropski koridor) DG – Savski Marof – Zagreb – Dugo Selo – Novska – Vinkovci – Tovarnik – DG                          | Željezničke pruge na koridoru RH1 (bivši X. paneuropski koridor) DG – Savski Marof – Zagreb – Dugo Selo – Novska – Vinkovci – Tovarnik – DG                          | Željezničke pruge na koridoru RH1 (bivši X. paneuropski koridor) DG – Savski Marof – Zagreb – Dugo Selo – Novska – Vinkovci – Tovarnik – DG                          |
| ------------ | --- | --- | --- | --- |
| M101         | MG 2 | (Dobova) – državna granica – Savski Marof – Zagreb Glavni kolodvor                                                                                                   | 2 kolosijeka x 26,733 km | |
| M102         | MG 2 | Zagreb Glavni kolodvor – Dugo Selo | 2 kolosijeka x 21,198 km | Pruga pripada X. paneuropskom koridoru, ali se ujedno nalazi i na ogranku V.b paneuropskoga koridora.                                                                |
| M103         | MG 2.1 | Dugo Selo – Novska | 83,405 km | Jedini preostali dio koridora X kroz Hrvatsku koji nema 2 kolosijeka                                                                                                 |
| M104         | MG 2 | Novska – Vinkovci – Tovarnik – državna granica – (Šid) | 2 kolosijeka X 185,405 km | |
| M200         | Željezničke pruge na koridoru RH2 (bivši ogranak V.b paneuropskoga koridora) DG – Botovo – Koprivnica – Dugo Selo – Zagreb – Karlovac – Rijeka – Šapjane – DG        | Željezničke pruge na koridoru RH2 (bivši ogranak V.b paneuropskoga koridora) DG – Botovo – Koprivnica – Dugo Selo – Zagreb – Karlovac – Rijeka – Šapjane – DG        | Željezničke pruge na koridoru RH2 (bivši ogranak V.b paneuropskoga koridora) DG – Botovo – Koprivnica – Dugo Selo – Zagreb – Karlovac – Rijeka – Šapjane – DG        | Željezničke pruge na koridoru RH2 (bivši ogranak V.b paneuropskoga koridora) DG – Botovo – Koprivnica – Dugo Selo – Zagreb – Karlovac – Rijeka – Šapjane – DG        |
| M201         | MG 1 | (Gyekenyes) – državna granica – Botovo – Koprivnica – Dugo Selo | 58,761 km i 2 kolosijeka x 20,948 km | |
| M102         | MG 1 | Zagreb Glavni kolodvor – Dugo Selo | 2 kolosijeka x 21,198 km | Pruga pripada X. paneuropskom koridoru, ali se ujedno nalazi i na ogranku V.b paneuropskoga koridora.                                                                |
| M202         | MG 1 | Zagreb Glavni kolodvor – Karlovac – Rijeka | 227,871 km | |
| M203         | MG 1 | Rijeka – Šapjane – državna granica – (Ilirska Bistrica) | 30,896 km | |
| M300         | Željezničke pruge na koridoru RH3 (bivši ogranak V.c paneuropskoga koridora) DG – Beli Manastir – Osijek – Slavonski Šamac – DG – (Sarajevo) – DG – Metković – Ploče | Željezničke pruge na koridoru RH3 (bivši ogranak V.c paneuropskoga koridora) DG – Beli Manastir – Osijek – Slavonski Šamac – DG – (Sarajevo) – DG – Metković – Ploče | Željezničke pruge na koridoru RH3 (bivši ogranak V.c paneuropskoga koridora) DG – Beli Manastir – Osijek – Slavonski Šamac – DG – (Sarajevo) – DG – Metković – Ploče | Željezničke pruge na koridoru RH3 (bivši ogranak V.c paneuropskoga koridora) DG – Beli Manastir – Osijek – Slavonski Šamac – DG – (Sarajevo) – DG – Metković – Ploče |
| M301         | MP 13 | (Magyarboly) – državna granica – Beli Manastir – Osijek | 32,505 km | |
| M302         | MP 13 | Osijek – Đakovo – Strizivojna-Vrpolje | 48,377 km | |
| M303         | MP 13 | Strizivojna-Vrpolje – Slavonski Šamac – državna granica – (Bosanski Šamac)                                                                                           | 23,298 km | Služi isključivo za teretni promet |
| M304         | MP 13 | (Čapljina) – državna granica – Metković – Ploče | 22,740 km | Služi isključivo za teretni promet |
| M400         | Spojne željezničke pruge između koridora RH1 i RH2 na području čvorišta Zagreb                                                                                       | Spojne željezničke pruge između koridora RH1 i RH2 na području čvorišta Zagreb                                                                                       | Spojne željezničke pruge između koridora RH1 i RH2 na području čvorišta Zagreb                                                                                       | Spojne željezničke pruge između koridora RH1 i RH2 na području čvorišta Zagreb                                                                                       |
| M401         | MG 1.1 | Sesvete – Sava rasputnica | 2 kolosijeka x 11,090 km | Služi isključivo za teretni promet |
| M402         | I 104 | Sava rasputnica – Zagreb Ranžirni kolodvor – Zagreb Klara | 2 kolosijeka x 6,677 km | Spojna pruga kroz ranžirni kolodvor, koja služi isključivo za teretni promet                                                                                         |
| M403         | I 105 | Zagreb Ranžirni kolodvor (Prijamna skupina) – Zagreb Klara (Karlovački kolosijek)                                                                                    | 1,056 km | Spojna pruga do ranžirnog kolodvora, koja služi isključivo za teretni promet                                                                                         |
| M404         | MG 1.4 | Zagreb Klara – Delta odvojnica (rasputnica) | 3,575 km | Služi isključivo za teretni promet |
| M405         | MG 1.3 | Zagreb Zapadni kolodvor – Trešnjevka rasputnica | 1,357 km | Služi isključivo za teretni promet |
| M406         | MG 1.2 | Zagreb Borongaj – Zagreb Resnik | 2,007 km | Služi isključivo za teretni promet |
| M407         | MG 1.1 | Sava rasputnica – Velika Gorica | 6,295 km | Služi isključivo za teretni promet |
| M408         | I 107 | Zagreb Ranžirni kolodvor (Otpremna skupina) – Mičevec rasputnica | 1,316 km | Spojna pruga do ranžirnog kolodvora, koja služi isključivo za teretni promet                                                                                         |
| M409         | I 106 | Zagreb Klara (Mlaka) – Zagreb Ranžirni kolodvor (Prijamna skupina) (Sisački kolosijek)                                                                               | 1,071 km | Spojna pruga do ranžirnog kolodvora, koja služi isključivo za teretni promet                                                                                         |
| M410         | I 108 | Zagreb Ranžirni kolodvor (Otpremna skupina) – Zagreb Ranžirni kolodvor (Prijamna skupina) (IV. obilazni kolosijek)                                                   | 2,719 km | Spojna pruga kroz ranžirni kolodvor, koja služi isključivo za teretni promet                                                                                         |
| M500         | Spojne željezničke pruge između RH2 koridora i ogranka V.b | Spojne željezničke pruge između RH2 koridora i ogranka V.b | Spojne željezničke pruge između RH2 koridora i ogranka V.b | Spojne željezničke pruge između RH2 koridora i ogranka V.b |
| M501         | MG 3 | (Središče) – državna granica – Čakovec – Kotoriba – Državna granica – (Murakeresztur)                                                                                | 42,388 km | |
| M502-1       | MG 2 | Zagreb Glavni kolodvor – Velika Gorica | 14,048 km | |
| M502-2       | MG 2 | Velika Gorica – Sisak – Novska | 102,743 km | |
| M600         | Priključne željezničke pruge na koridore RH1 i RH2 | Priključne željezničke pruge na koridore RH1 i RH2 | Priključne željezničke pruge na koridore RH1 i RH2 | Priključne željezničke pruge na koridore RH1 i RH2 |
| M601         | MP14/II210 | Vinkovci – Vukovar-Borovo naselje – Vukovar | 18,712 km | |
| M602         | I 113 | Škrljevo – Bakar | 12,586 km | Spojna pruga do teretnog kolodvora, koja služi isključivo za teretni promet                                                                                          |
| M603         | I 114 | Sušak-Pećine – Rijeka Brajdica | 3,802 km | Spojna pruga do teretnog kolodvora, koja služi isključivo za teretni promet                                                                                          |
| M604         | MP 11 | Oštarije – Gospić – Knin – Split | 318,483 km i 2 kolosijeka x 3,616 km | |
| M605         | MP 11.3 | Ogulin – Krpelj rasputnica | 6,153 km | |
| M606         | MP 11.1 | Knin – Zadar | 95,364 km | Služi isključivo za teretni promet |
| M607         | MP 11.2 | Perković – Šibenik | 22,503 km | |

### Regionalne pruge
Ove željezničke pruge povezuju dvije regije.
| Oznaka pruge | Bivša oznaka pruge | Puni naziv željezničke pruge                                                           | Građevinska duljina pruge (km) | Napomena                                                                 |
| ------------ | ------------------ | -------------------------------------------------------------------------------------- | ------------------------------ | ------------------------------------------------------------------------ |
| R101         | I 102              | (Podgorje) – državna granica – Buzet – Pazin – Pula                                    | 91,140 km                      |                                                                          |
| R102         | MP 12              | Sunja – Volinja – državna granica – (Dobrljin)                                         | 21,575 km                      |                                                                          |
| R103         | MP 12              | (Martin Brod) – Razdjelna točka km 119+444 – državna granica – Ličko Dugo Polje – Knin | 59,068 km                      | Izvan funkcije do daljnjeg, zbog oštete na kolosijeku i nerentabilnosti. |
| R104         | MP 14              | Vukovar-Borovo Naselje – Dalj – Erdut – državna granica – (Bogojevo)                   | 26,046 km                      | Dionica Vukovar-Borovo Naselje – Dalj služi isključivo za teretni promet |
| R105         | I 110              | Vinkovci – Drenovci – državna granica – (Brčko)                                        | 50,939 km                      |                                                                          |
| R106         | II 203             | Zabok – Krapina – Đurmanec – državna granica – (Rogatec)                               | 27,198 km                      |                                                                          |
| R201         | I 101              | Zaprešić – Zabok – Varaždin – Čakovec                                                  | 100,714 km                     | Elektrifikacija dionice Zaprešić – Zabok od 2019. godine.                |
| R202         | I 100              | Varaždin – Koprivnica – Virovitica – Osijek – Dalj                                     | 249,847 km                     |                                                                          |

### Lokalne pruge
Ove željezničke pruge su od lokalnog značaja.
| Oznaka pruge | Bivša oznaka pruge | Puni naziv željezničke pruge                             | Građevinska duljina pruge (km) | Napomena |
| ------------ | ------------------ | -------------------------------------------------------- | ------------------------------ | --- |
| L101         | II 200             | Čakovec – Mursko Središće – državna granica – (Lendava)  | 17,942 km                      | |
| L102         | II 202             | Savski Marof – Kumrovec – državna granica – (Imeno)      | 38,522 km                      | Obnovljena, elektrificirana i u prometu od Savskog Marofa do Harmice (u planu je do državne granice). Ostatak pruge trenutno izvan prometa. |
| L103         | II 213             | Karlovac – Ozalj – Kamanje – državna granica – (Metlika) | 28,799 km                      | |
| L201         | II 201             | Varaždin – Ivanec – Golubovec                            | 34,596 km                      | |
| L202         | II 204             | Hum-Lug rasputnica – Gornja Stubica                      | 10,820 km                      | |
| L203         | II 205             | Križevci – Bjelovar – Kloštar                            | 62,047 km                      | |
| L204         | II 206             | Banova Jaruga – Daruvar – Pčelić rasputnica              | 95,752 km                      | |
| L205         | II 207             | Nova Kapela-Batrina – Pleternica – Našice                | 60,493 km                      | Dio pruge između Čaglina i Našica je izvan funkcije do daljnjeg, zbog oštete na kolosijeku.                                                 |
| L206         | II 208             | Pleternica – Požega – Velika                             | 24,955 km                      | |
| L207         | II 209             | Bizovac – Belišće                                        | 12,940 km                      | Služi isključivo za teretni promet |
| L208         | I 109              | Vinkovci – Gaboš – Osijek                                | 33,770 km                      | |
| L209         | II 211             | Vinkovci – Županja                                       | 28,073 km                      | |
| L210         | II 212             | Sisak Caprag – Petrinja                                  | 11,018 km                      | Izvan funkcije do daljnjeg, zbog razaranja u Domovinskom ratu.                                                                              |
| L211         | MG 2.2             | Ražine – Šibenik luka                                    | 3,714 km                       | Spojna pruga do teretnog kolodvora, koja služi isključivo za teretni promet                                                                 |
| L212         | I 114              | Rijeka Brajdica – Rijeka                                 | 2,037 km                       | Spojna pruga do teretnog kolodvora, koja služi isključivo za teretni promet                                                                 |
| L213         | II 214             | Lupoglav – Raša                                          | 52,996 km                      | Izvan funkcije do daljnjeg, zbog oštete na kolosijeku i nerentabilnosti.                                                                    |
| L214         |                    | Gradec – Sveti Ivan Žabno                                | 12,520 km                      | Nakon 50 godina prva novo izgrađena pruga u Hrvatskoj. Povezuje Vrbovec i Bjelovar. Otvorena 2019. godine.                                  |

### Povijesne željeznice
- Samoborček
- Sinjska rera
- Slavonsko-podravske željeznice
- Parenzana
- Željeznička pruga Bjelovar – Garešnica/Grubišno Polje
- Željeznička pruga Dalj – Vinkovci – Slavonski Brod
- Željeznička pruga Gabela – Zelenika s odvojkom prema Dubrovniku
- Željeznička pruga Kanfanar – Rovinj
- Željeznička pruga Karlovac – Slunjska Selnica
- Željeznička pruga Krivaja – Gaj
- Željeznička pruga Mirkovci – Vrapčana
- Željeznička pruga Pečuh – Harkanj – Donji Miholjac
- Željeznička pruga Slavonski Brod – DG
- Željeznička pruga Vukovar – Stari Vukovar
- Željeznička pruga Zagreb – Beograd
- Željeznička pruga Zagreb Borongaj – Zagreb istočni kolodvor
- Željeznička pruga Zidani Most – Zagreb – Sisak

## Vanjske poveznice
- Uredba o razvrstavanju željezničkih pruga, 23. srpnja 2021.
- Zvonimir Jelinović: Borba za jadranske pruge i njeni ekonomski ciljevi, Građa za gospodarsku povijest Hrvatske; knj. 6, Jugoslavenska akademija znanosti i umjetnosti, Zagreb, 1957